# Yaeda Ampa
Yaeda Ampa è una circoscrizione rurale (rural ward) della Tanzania situata nel distretto di Mbulu, regione del Manyara. Conta una popolazione di 13 138 abitanti (censimento 2012).